# Takács Katalin (színművész)

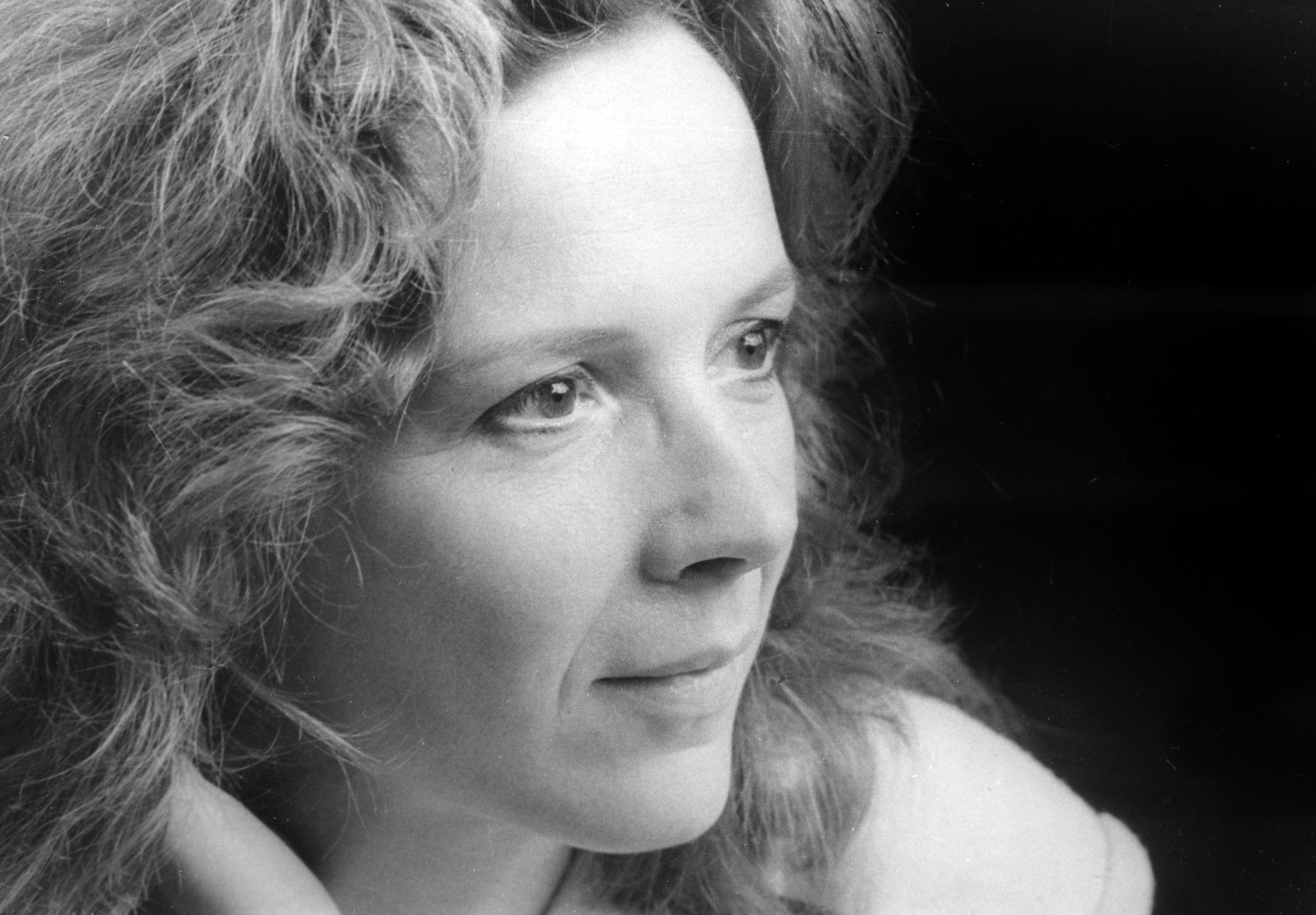
Rózsavölgyi Gyöngyi felvétele

Takács Kati (Budapest, 1951. január 15. –) Jászai Mari-díjas magyar színésznő, érdemes művész.

## Életrajza
A Színművészeti Főiskolán szerzett diplomát, majd 1975-ben kezdte pályafutását a Veszprémi Petőfi Színháznál 1980-ig. 1980–1981 között a debreceni Csokonai Színházban, 1981–1985 között a szolnoki Szigligeti Színházban játszott. 1985–1994 között a Radnóti Miklós Színház művésze volt. 1994–2012 között az Új Színház foglalkoztatta. 2012-ben a kaposvári Csiky Gergely Színházhoz szerződött, majd 2016-ban a Budaörsi Latinovits Színház társulatának tagja lett.

## Színházi szerepei
- Bornemisza Péter - Háy János: Magyar Elektra - Királyné asszony
- Heinrich von Kleist: Az eltört korsó - Márta asszony
- Reginald Rose: Tizenkét dühös ember - Negyedik esküdt
- Gotthold Ephraim Lessing: Bölcs Náthán - Daja, keresztény nő Náthán házában, Recha társalkodónője
- Schwajda György: Csoda - Bíborka
- Szakonyi Károly: Adáshiba - Bódogné
- Anton Csehov: Sirály - Nyina
- Anton Csehov: Ványa bácsi - Jelena Andrejevna
- William Shakespeare: A makrancos hölgy - Kata
- Osborne: Dühöngő ifjúság - Helena Charles
- Herczeg Ferenc: Kék róka - Cecil
- Henrik Ibsen: Nóra - Nóra
- Nagy A.: Anna Karenina pályaudvar - Anna Karenina
- Márai Sándor: Kaland - Anna
- Szép Ernő: Patika - Patikusné
- Bertolt Brecht: Jó embert keresünk - Háztulajdonosnő
- Molnár Ferenc: Az üvegcipő - Adél
- Cocteau: Rettenetes szülők - Yvonne
- Csehov: Cseresznyéskert - Ranyevszkaja
- Carlo Goldoni: A szégyentelenek - Felice Grozzola
- Halász: Gyerekünk - Nő
- Gorkij: Éjjeli menedékhely - Násztya
- Új Színház: A Falunk Rossza - Finum Rózsi
- Bulgakov: Álszentek összeesküvése - Madelaine Bejart
- Tracy Letts: Augusztus Oklahomában - Mattie Aiken
- Neil Simon: Mezítláb a parkban - Mrs. Banks
- Agatha Christie: Egérfogó - Mrs Boyle
- Mosonyi Aliz: Az öreg kisasszony autósmeséi - Az öreg kisasszony
- Hajnóczy Péter: A halál kilovagolt Perzsiából - Anya
- Spiró György: Széljegy - Anya
- Brecht: Koldusopera - Peacockné
- Örkény István: Macskajáték - Giza

## Filmszerepei
- A renitens (2025)
- Ma este gyilkolunk (2024)
- Valami Amerika (2023)
- Hat hét (2023)
- Az almafa virága (2023)
- A legjobb dolgokon bőgni kell (2021)
- Rossz versek (2018)
- Barátok közt (2018-2019)
- Tóth János (2017)
- Félvilág (2015)
- VAN valami furcsa és megmagyarázhatatlan (2014)
- Keleti pu. (TV film, 2011)
- Ki/Be Tawaret (TV film, 2010) Erdei
- Állomás (tv-sorozat, 2008-2009) Producer
- Variációk (rövidfilm, 2009)
- Presszó (tv-sorozat, 2008) Film az egész világ (2008) c. epizód - Kati
- Lora (2007) Vali
- Jóban Rosszban (tv-sorozat, 2005-2006) Bárdos Tímea
- Emelet (2006) Mária
- Könyveskép (tv-sorozat, 2006) Polgári házasság (2006) c. epizód - Gedőné
- A halál kilovagolt Perzsiából (2005) Anya
- Chacho Rom (2002) Alice édesanyja
- Valaki kopog (tv-sorozat, 2000) Az írógép (2000) c. epizód
- Rögtön jövök (tv-sorozat, 1999)
- Az öt zsaru (tv-sorozat, 1998) Gyerekcsínyek (1999) c. epizód - Igazgatónő
- Szomszédok (tv-sorozat, 1998) Márta
- For My Baby (1997) A fiatal Martha
- Kisváros (tv-sorozat, 1996) Titkosírás (1996) c. epizód - Somlai Ágnes
- Szarajevó kávéház (TV film, 1995)
- A Valencia-rejtély (TV film, 1995)
- Rúzs - Vesna's édesanyja
- Devictus Vincit (TV film, 1994) Sulnerné
- Csépel az idő (versösszeállítás, 1992)
- A próbababák bálja (TV film, 1991) Solange
- Nem érsz a halálodig (TV film, 1990)
- Hét akasztott (TV film, 1989)
- Gaudiopolis - In memoriam Sztehlo Gábor (TV film, 1989) Sztehloné
- Az új földesúr (1989) Corinna - színésznő
- Az erősebb (rövidfilm, 1989)
- Csinszka (TV film, 1987) Lídia
- Hajnali háztetők (1986) Márta
- Vonzások és választások (TV film, 1985)
- Szerencsés Dániel (1985) Terhes nő
- Valaki figyel (1985) Kincses Márta
- Horváték (TV film, 1981) Horvátné
- Optimisták (tv-sorozat, 1981) Emmi
- Ballagás (1980) Jutka néni
- Baleset (TV film, 1978) Sára
- Úszó jégtáblák (TV film, 1978)
- A zöldköves gyűrű (TV film, 1977)
- Bezzeg a Töhötöm (TV film 1977) - Salamon Gézáné avagy Joli tanár néni
- Reflections (1976)
- Segesvár (1976)
- Kántor (tv-sorozat, 1976) Havas történet (1976) c. epizód
- Ballagó idő (1976)
- Egy kis hely a nap alatt (1973)
- Szép lányok, ne sírjatok! (1970)

## Díjai, elismerései
- Veszprémi Tévétalálkozó díja (1985)
- Jászai Mari-díj (1989)
- Kritikusok díja (1990)
- Déryné-díj (1993)
- Paulay Ede-díj (2003)[4]
- Érdemes művész (2008)
- Budapestért díj (2008)[5]
- Psota Irén-díj (2021)[6]
- Hollósi Frigyes-díj (2022)[7]
- Gábor Miklós-díj (2023)[8]